# Mogaung (kommun)
Mogaung är en kommun i Myanmar. Den ligger i delstaten Kachin och distriktet Mohnyin i den norra delen av landet, 600 km norr om huvudstaden Naypyidaw. Antalet invånare i kommunen utgjorde 132 608 vid folkräkningen 2014.
I kommunen ligger staden Mogaung.